# Craveggia
Craveggia ist eine Gemeinde in der italienischen Provinz Verbano-Cusio-Ossola (VB) in der Region Piemont.

## Lage und Einwohner
Craveggia liegt 50 Straßenkilometer nördlich von der Provinzhauptstadt Verbania und 20 km östlich von Domodossola im Valle Vigezzo, unweit der Grenze zum Schweizer Kanton Tessin, wo das Tal Centovalli genannt wird. Die Gemeinde umfasst eine Fläche von 36,22 km² und hat 794 Einwohner (Stand am 31. Dezember 2023). Zu Craveggia gehören die Fraktionen Bagni di Craveggia, Prestinone, Siberia und Vocogno. Die Ortschaft Bagni di Craveggia, heute unbewohnt, ist nur von der Schweiz aus für Fahrzeuge zugänglich, durch das Onsernonetal, während man sie von Craveggia zu Fuß über einen Bergrücken erreichen kann. In dem Weiler Prestinone hat die Gemeinde Craveggia seit 1923 einen Bahnhof an der Bahnstrecke Domodossola-Locarno, der von der italienischen SSIF unterhalten wird.
Die Nachbargemeinden sind Malesco, Re, Santa Maria Maggiore, Toceno, Villette sowie die Tessiner Gemeinden Onsernone und Vergeletto.

## Geschichte

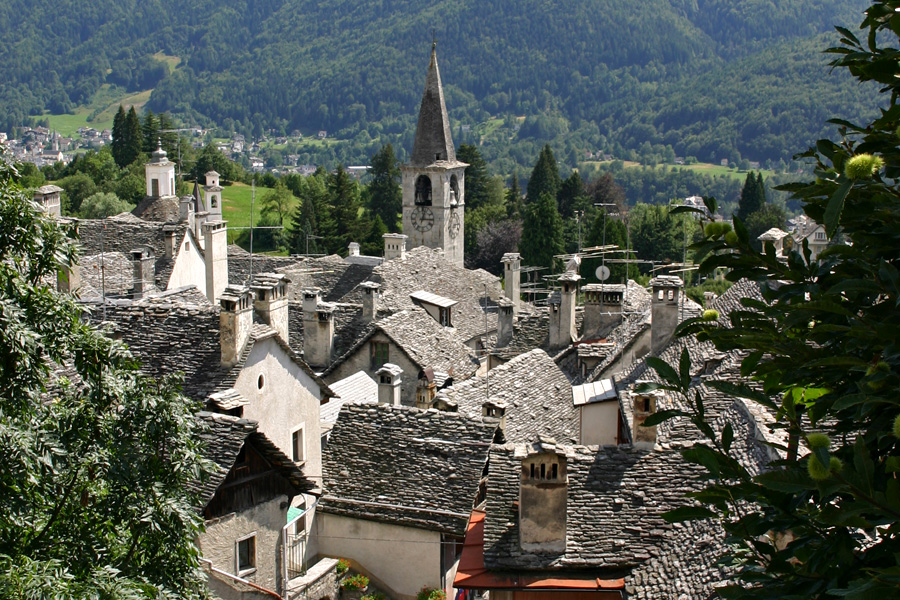
Craveggia

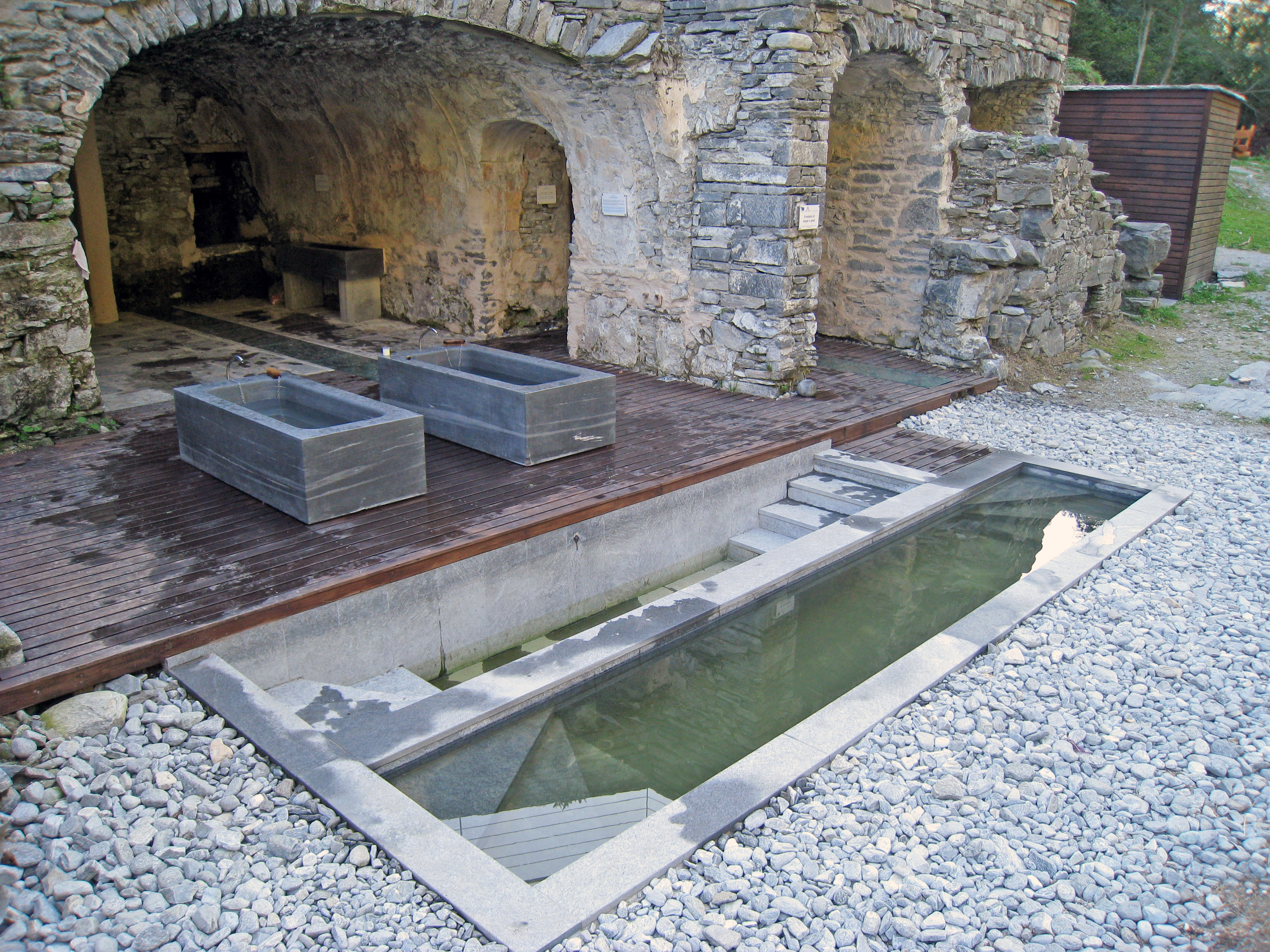
Bagni di Craveggia

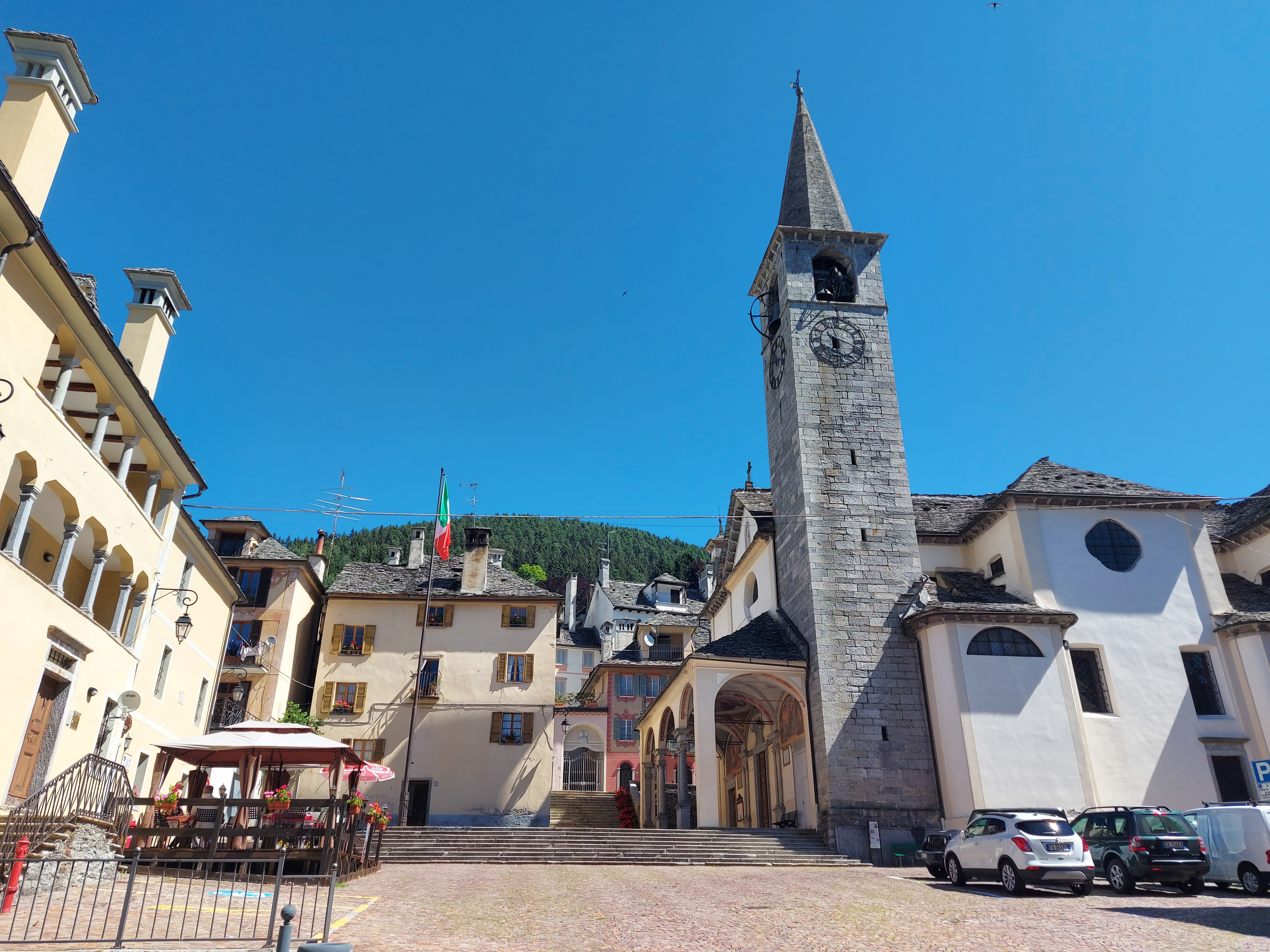
Die Kirche San Giacomo und San Cristoforo

Trotz fehlender mittelalterlicher Zeugnisse scheint der Ortsname von „Capricula“ zu stammen, der auf „Capra“ mit dem Suffix -iculus aufgebaut wurde, das wie das entsprechende Ergebnis „iglia“ möglicherweise einen kollektiven Wert entwickelt hat. In diesem Fall wäre die Bedeutung „Ort der kleinen Ziegen“.
Im Jahr 1044 wurde es von Kaiser Heinrich II. als Lehen an den Bischof von Novara übergeben, unter dem es weitgehende Verwaltungs- und Satzungsautonomie genoss. Das 13. und 14. Jahrhundert war dann von den Kämpfen zwischen der Welfenfamilie und der Ghibellinenfamilie geprägt. Das gesamte Tal ging nach den Ereignissen vom Bischof an die Gemeinde Briandate über. Als Ossola 1415 Teil der Visconti-Herrschaft wurde, erlaubte Herzog Filippo Maria dem Vigezzo-Tal, einen eigenen Richter zu haben. Ab 1447 wurde es zusammen mit anderen Orten im Tal, darunter Santa Maria Maggiore, als Lehen an die Familie Borromeo gegeben, der es bis zum 18. Jahrhundert gehörte.
Am 18. Oktober 1944 kam es bei den zur Gemeinde gehörigen etwa sieben Kilometer nordöstlich gelegenen Bagni di Craveggia zu einem als Gefecht bei den Bagni di Craveggia bezeichneten Scharmützel zwischen flüchtenden Partisanen und ihren Verfolgern.

## Sehenswürdigkeiten
- Die Pfarrkirche der Heiligen Giacomo und Cristoforo aus dem 18. Jahrhundert, die vollständig mit Fresken geschmückt ist.
- Das Pfarrhaus mit einem steinernen Glockenturm aus dem 16. Jahrhundert.
- Das um die Mitte des 18. Jahrhunderts erbaute Oratorium Santa Marta und das elegante achteckige Baptisterium.
- Bemerkenswert sind auch die Pfarrkirche Santa Caterina in der Gegend von Vocogno und das Oratorium San Gottardo in der Gegend von Prestinone.
- Die Bagni di Craveggia, westlich Spruga an der Grenze zur Schweiz

## Persönlichkeiten
- Giuseppe Antonio Borgnis (1781–1863), italienischer Ingenieur und Hochschullehrer an der Universität Pavia
- Giuseppe Mattia Borgnis (1701–1761), italienischer Maler
- Pierre Marie Barthélemy Graf Ferino (auch Pier Maria Ferino) (1747–1816), französischer General[4]